# Mystical Ninja 2 Starring Goemon
Mystical Ninja 2 Starring Goemon (がんばれゴエモン～でろでろ道中 オバケてんこ盛り～ Ganbare Goemon Derodero Dōchū Obake Tenko Mori?, ") conocido como Ganbare Goemon: Derodero Douchu Obake Tenkomori en Japón y Goemon's Great Adventure en Norteamérica, es un videojuego desarrollado y lanzado por Konami para la Nintendo 64, el 23 de diciembre de 1998.